# 12-й механизированный корпус
12-й механизированный корпус — воинское соединение Вооружённых сил СССР во время Великой Отечественной войны.

## История
Формирование корпуса начато в Прибалтийском особом военном округе в феврале 1941 года на базе 4-й, 10-й, 13-й, 22-й, 27-й танковых бригад и 2-й, 5-й, 8-й моторизованных пулемётно-артиллерийских бригад.
К началу войны корпус не закончил полностью укомплектование и обучение, насчитывал в своём составе 30436 человек личного состава. Укомплектованность рядовым составом была близка к штатной, в командном составе низшего и среднего звена ощущалась нехватка.
К 22 июня 1941 года корпус имел: 288 орудий и миномётов, 199 тракторов, 2945 автомашин.
Количество танков в корпусе было следующим:
|                              | БТ-7   | БТ-7арт | Т-26  | ХТ   | Т-27 | «Виккерс» | Т-26Т | Прочие | БА-20 | БА-10 |
| ---------------------------- | ------ | ------- | ----- | ---- | ---- | --------- | ----- | ------ | ----- | ----- |
| Управление                   | 6      |         |       |      |      |           |       |        |       | 18    |
| 23-я танковая дивизия        |        |         | 353/3 | 9/1* |      | 17        | 3     | 2**    | 5     | 10    |
| 28-я танковая дивизия        | 235/11 | 17/1    | 67/1  | 2    |      | 9         |       |        | 16/1  | 10    |
| 202-я моторизованная дивизия |        |         | 65    | 2    | 8    | 16        | 1     | 15***  | 3     | 12    |
| Всего                        | 241/11 | 17/1    | 485/4 | 13/1 | 8    | 42****    | 4     | 17     | 24/1  | 50    |

*Из них ХТ-134 был на ремонте в Ленинграде.
**2 танкетки TKS.
***6 танков «Фиат 3000», 6 танков «Рено FT-17», 2 танкетки TKS, 1 танкетка «Карден-Ллойд».
****Из них 5 машин в 23-й тд и 1 в 202-й мд были с 40-мм пушкой, остальные пулеметные. Все были сильно изношены. Боеспособными являлись только 13 танков.
В действующей армии во время ВОВ с 22 июня 1941 года по 25 августа 1941 года.
В ночь на 19 июня 1941 года части корпуса выступили в места сосредоточения: управление корпуса, 10-й мотоциклетный полк, 47-й отдельный моторизованный инженерный батальон и 380-й отдельный батальон связи из Елгавы; 23-я танковая дивизия из Либавы; 28-я танковая дивизия из Риги; 202-я моторизованная дивизия из Радвилишкиса.
Приграничное сражение в Литве и Латвии (1941)
На 22 июня 1941 года части корпуса дислоцировались: 23-я танковая дивизия севернее Тельшяя; 28-я танковая дивизия севернее Шяуляя (без 28-го мотострелкового полка); 202-я моторизованная дивизия в районе Кельме.
Корпус по плану прикрытия государственной границы, должен был быть использован для нанесения контрудара по наступающим войскам противника, и уже 9 часов 45 минут 22 июня 1941 года корпусу был отдан приказ на контрудар, который, однако, командование 8-й армии получило только к полудню.
Силами 23-й танковой дивизии предполагалось нанести удар в направлении Плунге, Куляй с целью восстановления положения 204-го стрелкового полка 10-й стрелковой дивизии. Для этого дивизия оперативно подчинялась командованию 10-го стрелкового корпуса. Вечером 22 июня 1941 года дивизия не в полном составе атаковала противника в полосе действий 10-й стрелковой дивизии в районе Плунге, чем смогла несколько стабилизировать положение. Остальные силы корпуса должны были атаковать противника, прорвавшегося в район Таураге, при этом 202-я моторизованная дивизия оперативно подчинялась командованию 11-го стрелкового корпуса и разворачивалась на рубеже Кельме, Кряжай. Она же уже 22 июня 1941 года и вступила в бои в районе Кряжай, закрывая шяуляйское направление.
Вывод из Донесения штаба 12-го механизированного корпуса о боевых действиях корпуса в период
с 22 июня по 1 августа 1941 г.

12-й механизированный корпус приказом командующего 8-й армией был разбросан на широком фронте (по фронту 90 км, по глубине 50 км). Таким образом, с утра 23.6.41 г. корпус, выполняя приказ командующего 8-й армией, не мог нанести одновременного массированного удара своими танковыми дивизиями, к тому же 23-я танковая дивизия на время атаки входила в подчинение командира 10-го стрелкового корпуса.

В 23:40 22 июня 1941 года был отдан приказ на контрудар силами танковых дивизий в 04:00 23 июня 1941 года по войскам противника, прорвавшимся в район Скаудвиле. Однако отданный приказ не учитывал реалий: 28-я танковая дивизия опоздала на 6 часов и прибыла из района сосредоточения у Шяуляя без горючего. 23-я танковая дивизия только начала движение из-под Плунге в 13:00 23 июня 1941 года. Наступление было перенесено на 11:00, однако и тут оно не получилось: 28-я танковая дивизия оставалась без топлива, а 23-я танковая дивизия ещё не подошла. 28-я танковая дивизия атаковала 1-ю танковую дивизию только к 22:00 23 июня 1941 года. 23-я же дивизия на марше попала под удар 61-й пехотной дивизии и вынуждена была задержаться. Только к 22:00 передовые части дивизии вступили в бои в районе Лаукувы. Первый день боёв принёс корпусу некоторые частные успехи.
202-я моторизованная дивизия 23 июня 1941 года вела бои на подступах к Шяуляю, прикрывая правый фланг 9-й противотанковой артиллерийской бригады.
В 07:45 24 июня 1941 года части корпуса вновь перешли в наступление на Лаукуву, Упинас, Скаудвиле. К вечеру 24 июня 1941 года стало ясно, что прорыв немецких войск гораздо более обширен, нежели предполагалось, и было принято решение об отводе частей 8-й армии за реку Вента. Однако, командир корпуса не смог получить приказ на отход и утром 25 июня 1941 года приказал атаковать противника юго-западнее Шяуляя. Но при этом, 23-я танковая дивизия смогла получить приказ на отход, к чему и приступила, но через час получила приказ о наступлении и оказалась дезорганизованной и дезориентированной. 28-я танковая дивизия перешла в атаку у местечка Пошили в направлении Карленай, Полугуе, Ужвентис, в течение 4-х часового боя достигла некоторых успехов, но и сама понесла большие потери. 23-я танковая дивизия также была возвращена и участвовала в контрударе и также понесла большие потери.
См. также Разеньяйское сражение
К 26 июня 1941 года корпус, вместе с частями армии, отошёл за реку Вента: при этом 202-я моторизованная дивизия прикрывала отход 11-го стрелкового корпуса, 23-я танковая — 10-го стрелкового корпуса, 28-я танковая дивизия отступала восточнее за рубеж обороны. В связи с прорывом вражеских войск на открытом правом фланге армии, с 27 июня 1941 года 23-я танковая дивизия получила приказ на отход через Елгаву в Ригу, 28-я танковая дивизия должна была прикрывать отход основных сил армии. Командование корпуса не знало обстановки и штаб корпуса 28 июня 1941 года был уничтожен севернее Шяуляя.
Соединения корпуса отходили на Ригу. 28-й мотострелковый полк ещё ранее был направлен из Риги в Либаву с целью деблокады окружённых войск 67-й стрелковой дивизии, и также, после выполнения задачи, отходил к Риге. После переправы и боёв в Риге, остатки корпуса собрались в районе станции Кегумс. К тому времени потери корпуса (по крайней мере в материальной его части) составили около 80 %.
29 июня 1941 года корпус получил задачу оборонять полосу по реке Западная Двина шириной около 40 километров, имея при этом около 9 тысяч человек личного состава, 50 танков и 47 орудий.
В район Крустпилса была выдвинута 202-я моторизованная дивизия, на рубеж Коакнес, Плявиняс — 28-я танковая дивизия. Часть 23-й танковой дивизии с 30-ю танками находилась в резерве, в Эргли, другой частью дивизия оставалась в полосе 10-го стрелкового корпуса.
С 30 июня 1941 года корпус силами 28-й танковой и 202-й моторизованной дивизии ведёт безуспешные бои по ликвидации плацдарма 36-й моторизованной дивизии в Крустпилсе и его районе, а также срывает попытки переправиться через реку. Затем 202-я моторизованная дивизия удерживает в течение двух суток Гулбене, а затем отходит по маршруту Остров — Порхов — Дно. 45-й танковый полк участвует в боях за Даугавпилс, совместно с 46-й танковой дивизией.
На 4 июля 1941 года корпус насчитывал всего 50 танков, выходил на восток через Псков, 5 июля 1941 года поступил приказ о выводе частей корпуса из боёв, но 7 июля 1941 года корпус вновь был брошен в бой силами остатков 23-й танковой дивизии у переправ через реку Черёха южнее Пскова.
На 8 июля 1941 года управление корпуса дислоцировалось в Сольцах, остатки корпуса — 23-я танковая дивизия без боевых подразделений в районе Большого Заборовья, Селищи, 28-я танковая дивизия с 10-м мотоциклетным полком в Лобково, Мшаге, Егольнике. На 9 июля 1941 года оставался в резерве фронта, пополнился остатками боевой группы 23-й танковой дивизии, вышедшей к Сольцам.
К 12 июля 1941 года остатки корпуса окончательно выведены из боёв, сосредоточились в районе восстановления: Веретье, Красные Станки, Прилуки, Эстьяны.
25 августа 1941 года управление корпуса официально расформировано.

## Боевой состав
| Дата       | Фронт                 | Армия     | В составе (стрелковые)                                                                            | Другие части, в том числе приданные | Примечания |
| ---------- | --------------------- | --------- | ------------------------------------------------------------------------------------------------- | --- | ---------- |
| 22.06.1941 | Северо-Западный фронт | 8-я армия | 23-я танковая дивизия 28-я танковая дивизия 202-я моторизованная дивизия 10-й мотоциклетный полк  | 380-й отдельный батальон связи 47-й отдельный моторизованный инженерный батальон 688-я полевая касса Госбанка 790-я полевая почтовая станция 112-я отдельная корпусная авиационная эскадрилья | —          |
| 01.07.1941 | Северо-Западный фронт | 8-я армия | 23-я танковая дивизия 28-я танковая дивизия 10-й мотоциклетный полк                               | 380-й отдельный батальон связи 47-й отдельный моторизованный инженерный батальон 688-я полевая касса Госбанка 790-я полевая почтовая станция 112-я отдельная корпусная авиационная эскадрилья | —          |
| 10.07.1941 | Северо-Западный фронт | 8-я армия | 23-я танковая дивизия 28-я танковая дивизия 202-я моторизованная дивизия 10-й мотоциклетный полк  | 380-й отдельный батальон связи 47-й отдельный моторизованный инженерный батальон 688-я полевая касса Госбанка 790-я полевая почтовая станция 112-я отдельная корпусная авиационная эскадрилья | —          |
| 01.08.1941 | Северный фронт        | —         | 23-я танковая дивизия 28-я танковая дивизия 125-й отдельный танковый полк 10-й мотоциклетный полк | 380-й отдельный батальон связи 47-й отдельный моторизованный инженерный батальон 688-я полевая касса Госбанка 790-я полевая почтовая станция 112-я отдельная корпусная авиационная эскадрилья | —          |

## Командование
- Шестопалов, Николай Михайлович, генерал-майор (с 11.03.1941 по 27.06.1941), взят раненым в плен, умер 06.08.1941
- Разинцев, Иван Акимович, полковник (с 28.06.1941), временно исполняющий должность
- Комиссаров, Константин Васильевич, генерал-майор (с 30.06.1941), временно исполняющий
- Гринберг, Вилли Янович, полковник (с 01.07.1941 по 13.07.1941)
- Коровников, Иван Терентьевич, комдив (с 14.07.1941 по 25.08.1941)